# Galaxias angustiventris
Galaxias angustiventris es un extinto pez de la familia Galaxiidae, del orden Osmeriformes. Vivió durante la época del Mioceno. Fue descrito por Werner Schwarzhans, R. Paul Scofield, Alan J. D. Tennyson, Jennifer P. digno y Trevor H. Digno en 2012.